# Heyuan
Heyuan (河源市; pinyin: Héyuán) er et bypræfektur i provinsen Guangdong i Folkerepublikken Kina. Det har et areal på 15.478 km² og har ca. 3,32 millioner indbyggere (2002).
Hovedparten af befolkningen er kantonesere eller hakka.
I november/december 2002 udbrød den dødelige sygdom og epidemi SARS i dette bypræfektur.

## Administrative enheder
Heyuan består af et bydistrikt og fem amter:
- Bydistriktet Yuancheng (源城区), 365 km², ca. 310.000 indbyggere;
- Amtet Zijin (紫金县), 3.619 km², ca. 790.000 indbyggere;
- Amtet Longchuan (龙川县), 3.088 km², ca. 860.000 indbyggere;
- Amtet Lianping (连平县), 2.025 km², ca. 370.000 indbyggere;
- Amtet Heping (和平县), 2.311 km², ca. 480.000 indbyggere;
- Amtet Dongyuan (东源县), 4.070 km², ca. 510.000 indbyggere.

## Trafik
Kinas hovedvej 205 passerer gennem området. Den begynder i Shanhaiguan i Hebei og ender i det sydlige Shenzhen i provinsen Guangdong. Undervejs passerer den Tangshan, Tianjin, Zibo, Huai'an, Nanjing, Wuhu, Sanming, Heyuan og Huizhou.
23°44′N 114°41′Ø / 23.733°N 114.683°Ø
- Wikimedia Commons har flere filer relateret til Heyuan